# 350173 Yoshidanaoki
350173 Yoshidanaoki este o planetă minoră (asteroid) din centura de asteroizi. A fost descoperită pe 25 septembrie 2006 la Mount Lemmon⁠(d) de Mount Lemmon Survey⁠(d) și a fost numită după Naoki Yoshida⁠(d). 
Obiectul prezintă o orbită caracterizată de o semiaxă mare de 2,9499858059274 UAi, o excentricitate de 0,036731911062299, o înclinație de 0,30967718441737 ° în raport cu ecliptica.